# ناحية الهلال
ناحية الهلال هي ناحية في قضاء الرميثة في محافظة المثنى في جنوب العراق، مساحتها 321 كيلومتراً مربعاً، وعدد سكانها 40 ألفاً. يقسمُ الفراتُ ناحية الهلال قسمين، قال جاسم فيصل الزبيدي إن هذه الناحية لا يسكنها إلا عشيرة واحدة، هي عشيرة الأعاجيب، في ناحية الهلال مركز صحي واحد، وفيها مخفر شرطة، وتُحلّ الخصومات بين الأهالي وفقاً للعرف العشائري، وحتى سنة 2019 كان في الناحية 410 مساكن متجاوزة. وكان اسم ناحية الهلال هو حوران، وفي فترة الاحتلال الإنكليزي للعراق، حدثت بضع معارك بين أهالي الناحية وبين الإنكليز.